# لس رابسون
لس رابسون (انگلیسی: Les Robson؛ زادهٔ ۱ نوامبر ۱۹۳۱) بازیکن فوتبال اهل انگلستان بود که در پست مهاجم چپ در ۸۳ بازی ۲۲ گل در لیگ فوتبال زده‌است.
از باشگاه‌هایی که در آن بازی کرده‌است می‌توان به باشگاه فوتبال هال سیتی، باشگاه فوتبال لیورپول، و باشگاه فوتبال کرو آلکساندرا اشاره کرد.